# Croix du Chêne de la Messe
La Croix du Chêne de la Messe est une croix de chemin et un lieu-dit situé dans la forêt du Gâvre, dans la commune du Gâvre, en Loire-Atlantique, en France. Le lieu était fréquenté par des prêtres réfractaires pendant la période révolutionnaire,,,.

## Situation
La Croix du Chêne de la Messe est située à proximité de l'alignement mégalithique du Pilier, dans la commune du Gâvre, en Loire-Atlantique. La croix se trouve sur un sentier pédestre de 6,6 km, que l'on parcourt en une heure et demie environ.

## Description
La structure est constituée d'un bloc de schiste taillé en croix d'environ 3 m de hauteur.

## Circuit forestier
Le sentier pédestre est généralement considéré comme un parcours facile. C’est un circuit populaire pour la randonnée, la course à pied et la cueillette de champignons. Les observateurs de l'Office national des forêts ont enregistré des pointes de fréquentation allant jusqu'à 4 000 personnes par jour. Le départ du sentier se fait en forêt du Gâvre, à l'intersection de la rue de l'Étang et du ruisseau du Perche. La structure est située à proximité de l'allée de La Grée,,,.

## Tradition populaire
La Croix du Chêne de la Messe bénéficie de nombreuses mentions pendant la Révolution française et d’occurrences diverses dans les traditions populaires. Un foyer de la rébellion chouanne — 200 à 300 hommes — aurait caché là un trésor, sous la direction du marquis de Donnissan et de l'abbé Grégoire Orain. Cet épisode a donné son nom à la « Croix du Chêne de la messe » ou « Croix des Chouans »,,,,,,,.